# 道の駅柳津

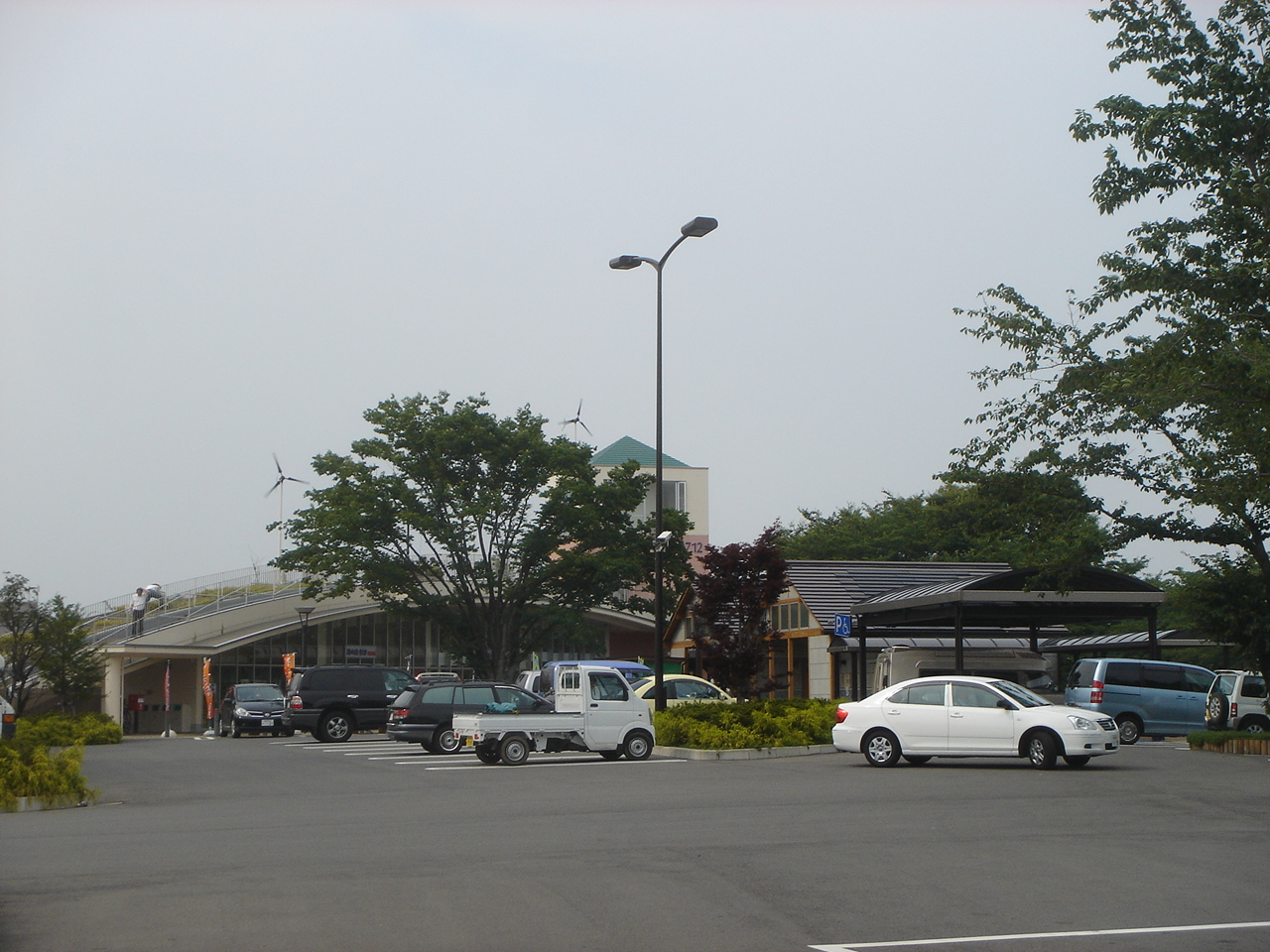
2007年（平成19年）撮影

道の駅柳津（みちのえき やないづ）は、岐阜県岐阜市柳津町仙右城（せんねしろ）にある岐阜県道1号岐阜南濃線の道の駅である。

## 概要
2005年（平成17年）2月19日、当時の柳津町が境川の堤防上に開駅。岐阜市内で唯一の道の駅である。当初は東エリアのみであったが、2006年（平成18年）12月19日に西エリアを増設する。東西エリアは鶉大橋の下を地下通路で結んでいる。
2022年（令和4年）4月1日に、同一の建物内にある情報館および物販館をリニューアルしオープンした。

## 施設
- 駐車場[4]
  - 普通車：64台
    - 東エリア：48台、西エリア：16台

  - 大型車：6台
    - 東エリア：3台、西エリア：3台

  - 障害者用：3台
    - 東エリア：2台、西エリア：1台
- トイレ（いずれも24時間利用可能）
  - 男性
    - 大便器：3器、小便器：6器

  - 女性
    - 全：9器

  - 身障者用
    - 全：2器
- 物販館（売店、9:00 - 19:00）
  - 2022年（令和4年）に、「Yanaizu MARKET」（ヤナイズ マーケット）としてリニューアルした[5]。
- 情報館（9:00 - 19:00）
- 展望棟（高さ8.712m：高さの8.712mは「やないづ」の語呂合わせより。）

### 管理団体
- 設置者：岐阜市
- 指定管理者：チューキョーP&G（2022年4月1日より）[3][5]

## 休館日
- 毎週月曜日（祝日の場合は翌日）[4]
- 年末年始（12月30日 - 1月3日）

## アクセス
- 岐阜県道1号岐阜南濃線 - 登録路線
- 岐阜県道154号笠松墨俣線
- 名神高速道路 岐阜羽島ICより約15分。
- 名鉄竹鼻線 柳津駅より徒歩で約10分。
- 岐阜バス「カラフルタウン岐阜」停留所より徒歩で約12分。

## 周辺
- 境川[3]
- カラフルタウン岐阜
- 岐阜県立羽島北高等学校
- 岐阜市南部スポーツセンター
- 境川緑道公園
- 岐阜天文台（天文台）